# Dive Deep
Albums de Morcheeba
The Antidote
(2005) Blood Like Lemonade
(2010)
Dive Deep est le sixième album studio du groupe Morcheeba sorti le 4 février 2008.

## Liste des titres de l'album
| No  | Titre                                               | Durée |
| --- | --------------------------------------------------- | ----- |
| 1.  | Enjoy the Ride (avec Judie Tzuke)                   | 4:02  |
| 2.  | Riverbed (avec Thomas Dybdahl)                      | 5:23  |
| 3.  | Thumbnails                                          | 2:34  |
| 4.  | Run Honey Run (avec Bradley Burgess)                | 3:43  |
| 5.  | Gained the World (avec Manda Zamolo)                | 2:55  |
| 6.  | One Love Karma                                      | 3:31  |
| 7.  | Au Delà (avec Manda Zamolo) 1re chanson en français | 2:14  |
| 8.  | Blue Chair (avec Judie Tzuke)                       | 4:07  |
| 9.  | Sleep on It Tonight (avec Thomas Dybdahl)           | 5:32  |
| 10. | Hemphasis                                           | 2:05  |
| 11. | Flowers (avec Manda Zamolo)                         | 4:05  |
| 12. | Washed Away (avec Thomas Dybdahl)                   | 4:21  |
| 13. | The Ledge Beyond the Edge                           | 5:27  |

## Invités
De nombreux invités ont participé au chant pour cet album :
- Judie Tzuke, une chanteuse anglaise
- Thomas Dybdahl un musicien norvégien
- Cool Calm Pete un rappeur et producteur américain.
- Manda Zamolo une chanteuse française, qui est la chanteuse pour la tournée de promotion.